# Hansi Müller
Hans-Peter Müller, detto Hansi (Stoccarda, 27 luglio 1957), è un ex calciatore tedesco, di ruolo centrocampista.

## Carriera

### Club

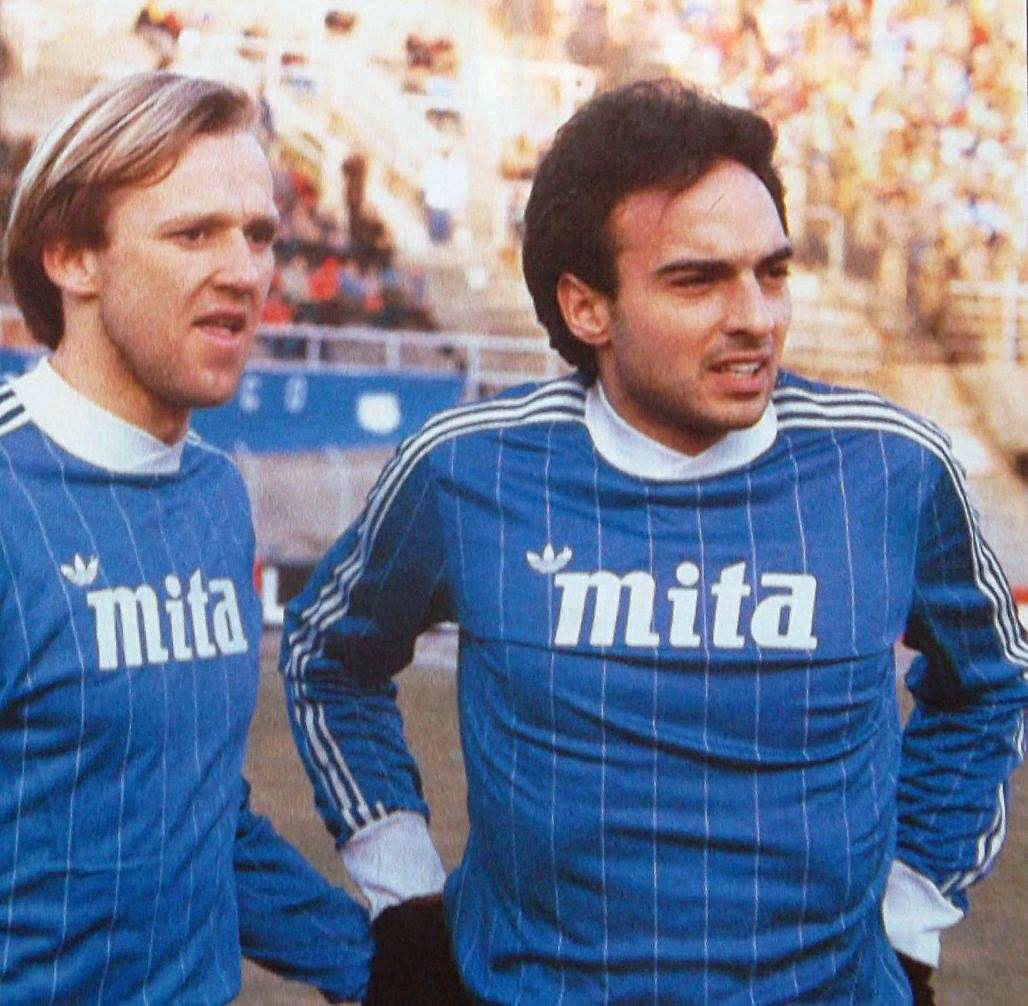
Müller (a destra) e Dan Corneliusson al Como nella stagione 1984-1985

Cominciò la sua carriera da professionista nel 1977 con la maglia dello Stoccarda: vi rimase per cinque anni, segnando 65 reti in 168 incontri.
L'ottima esperienza in patria gli valse l'attenzione dell'Inter, che lo acquistò nel 1982: al debutto nel campionato italiano segnò un gol, su calcio di punizione, contro il Verona al Bentegodi (l'Inter vinse per 2-1). La permanenza a Milano del tedesco fu però resa difficile soprattutto dal negativo rapporto con Evaristo Beccalossi, il fantasista della squadra; a tal proposito si cita una frase proprio di Beccalossi: «è meglio giocare con una sedia che con Hansi Müller, perché con la sedia quando gli tiri la palla addosso ti torna indietro». Nel 1984, dopo 13 reti in 68 presenze, lasciò il club nerazzurro per passare al Como, squadra con cui – nell'unica stagione coi lariani (1984-1985) – centrò la salvezza in Serie A.
Lasciata l'Italia, Müller passò al club austriaco dello SSW Innsbruck rimanendovi un solo anno, e in seguito giocò nello Swarovski Tirol: in tale squadra vinse i principali trofei della sua carriera di club, conquistando due titoli nazionali (1989 e 1990) e una Coppa d'Austria (1989). Chiuse la sua carriera nel 1990, dopo aver vinto il secondo campionato austriaco di fila.

### Nazionale
Esordì con la Germania Ovest nel 1978, e due anni dopo fece parte della squadra che si laureò campione d'Europa a Italia 1980. Fu convocato anche per il campionato del mondo 1982 in Spagna, in cui i tedeschi si arresero all'Italia in finale. L'anno seguente giocò per l'ultima volta in nazionale: il suo bottino è di 5 reti in 42 incontri.
Nel 1981 fu tra i convocati della Selezione Europea per un'amichevole contro l'Italia, disputata a Roma il 25 febbraio: la gara fu organizzata per raccogliere fondi a favore delle vittime del terremoto in Irpinia. Müller giocò per tutti i 90 minuti dell'incontro, vinto 3-0 dalla Selezione.

## Statistiche

### Cronologia presenze e reti in nazionale
| Cronologia completa delle presenze e delle reti in nazionale ― Germania Ovest | Cronologia completa delle presenze e delle reti in nazionale ― Germania Ovest | Cronologia completa delle presenze e delle reti in nazionale ― Germania Ovest | Cronologia completa delle presenze e delle reti in nazionale ― Germania Ovest | Cronologia completa delle presenze e delle reti in nazionale ― Germania Ovest | Cronologia completa delle presenze e delle reti in nazionale ― Germania Ovest | Cronologia completa delle presenze e delle reti in nazionale ― Germania Ovest | Cronologia completa delle presenze e delle reti in nazionale ― Germania Ovest |
| Data                                                                          | Città                                                                         | In casa                                                                       | Risultato                                                                     | Ospiti                                                                        | Competizione                                                                  | Reti                                                                          | Note                                                                          |
| ----------------------------------------------------------------------------- | ----------------------------------------------------------------------------- | ----------------------------------------------------------------------------- | ----------------------------------------------------------------------------- | ----------------------------------------------------------------------------- | ----------------------------------------------------------------------------- | ----------------------------------------------------------------------------- | ----------------------------------------------------------------------------- |
| 5-4-1978                                                                      | Amburgo                                                                       | Germania Ovest                                                                | 0 – 1                                                                         | Brasile                                                                       | Amichevole                                                                    | -                                                                             | 52’                                                                           |
| 19-4-1978                                                                     | Solna                                                                         | Svezia                                                                        | 3 – 1                                                                         | Germania Ovest                                                                | Amichevole                                                                    | -                                                                             | 59’                                                                           |
| 1-6-1978                                                                      | Buenos Aires                                                                  | Germania Ovest                                                                | 0 – 0                                                                         | Polonia                                                                       | Mondiali 1978 - 1º turno                                                      | -                                                                             |                                                                               |
| 6-6-1978                                                                      | Córdoba                                                                       | Germania Ovest                                                                | 6 – 0                                                                         | Messico                                                                       | Mondiali 1978 - 1º turno                                                      | 1                                                                             |                                                                               |
| 10-6-1978                                                                     | Córdoba                                                                       | Germania Ovest                                                                | 0 – 0                                                                         | Tunisia                                                                       | Mondiali 1978 - 1º turno                                                      | -                                                                             | 87’                                                                           |
| 21-6-1978                                                                     | Córdoba                                                                       | Austria                                                                       | 3 – 2                                                                         | Germania Ovest                                                                | Mondiali 1978 - 2º turno                                                      | -                                                                             | 46’                                                                           |
| 11-10-1978                                                                    | Praga                                                                         | Cecoslovacchia                                                                | 3 – 4                                                                         | Germania Ovest                                                                | Amichevole                                                                    | 1                                                                             | 71’                                                                           |
| 25-2-1979                                                                     | Gżira                                                                         | Malta                                                                         | 0 – 0                                                                         | Germania Ovest                                                                | Qual. Euro 1980                                                               | -                                                                             |                                                                               |
| 1-4-1979                                                                      | Smirne                                                                        | Turchia                                                                       | 0 – 0                                                                         | Germania Ovest                                                                | Qual. Euro 1980                                                               | -                                                                             |                                                                               |
| 22-5-1979                                                                     | Dublino                                                                       | Irlanda                                                                       | 1 – 3                                                                         | Germania Ovest                                                                | Amichevole                                                                    | -                                                                             | 46’                                                                           |
| 12-9-1979                                                                     | Berlino                                                                       | Germania Ovest                                                                | 2 – 1                                                                         | Argentina                                                                     | Amichevole                                                                    | -                                                                             |                                                                               |
| 17-10-1979                                                                    | Colonia                                                                       | Germania Ovest                                                                | 5 – 1                                                                         | Galles                                                                        | Qual. Euro 1980                                                               | -                                                                             |                                                                               |
| 21-11-1979                                                                    | Tbilisi                                                                       | Unione Sovietica                                                              | 1 – 3                                                                         | Germania Ovest                                                                | Amichevole                                                                    | -                                                                             |                                                                               |
| 22-12-1979                                                                    | Gelsenkirchen                                                                 | Germania Ovest                                                                | 2 – 0                                                                         | Turchia                                                                       | Qual. Euro 1980                                                               | -                                                                             |                                                                               |
| 27-2-1980                                                                     | Brema                                                                         | Germania Ovest                                                                | 8 – 0                                                                         | Malta                                                                         | Qual. Euro 1980                                                               | -                                                                             |                                                                               |
| 2-4-1980                                                                      | Monaco di Baviera                                                             | Germania Ovest                                                                | 1 – 0                                                                         | Austria                                                                       | Amichevole                                                                    | 1                                                                             |                                                                               |
| 13-5-1980                                                                     | Francoforte sul Meno                                                          | Germania Ovest                                                                | 3 – 1                                                                         | Polonia                                                                       | Amichevole                                                                    | -                                                                             | 73’                                                                           |
| 11-6-1980                                                                     | Roma                                                                          | Cecoslovacchia                                                                | 0 – 1                                                                         | Germania Ovest                                                                | Euro 1980 - 1º turno                                                          | -                                                                             |                                                                               |
| 14-6-1980                                                                     | Napoli                                                                        | Germania Ovest                                                                | 3 – 2                                                                         | Paesi Bassi                                                                   | Euro 1980 - 1º turno                                                          | -                                                                             | 65’                                                                           |
| 17-6-1980                                                                     | Torino                                                                        | Grecia                                                                        | 0 – 0                                                                         | Germania Ovest                                                                | Euro 1980 - 1º turno                                                          | -                                                                             |                                                                               |
| 22-6-1980                                                                     | Roma                                                                          | Germania Ovest                                                                | 2 – 1                                                                         | Belgio                                                                        | Euro 1980 - Finale                                                            | -                                                                             | [ 2 ]                                                                         |
| 10-9-1980                                                                     | Basilea                                                                       | Svizzera                                                                      | 2 – 3                                                                         | Germania Ovest                                                                | Amichevole                                                                    | 2                                                                             |                                                                               |
| 11-10-1980                                                                    | Eindhoven                                                                     | Paesi Bassi                                                                   | 1 – 1                                                                         | Germania Ovest                                                                | Amichevole                                                                    | -                                                                             |                                                                               |
| 19-11-1980                                                                    | Hannover                                                                      | Germania Ovest                                                                | 4 – 1                                                                         | Francia                                                                       | Amichevole                                                                    | -                                                                             |                                                                               |
| 3-12-1980                                                                     | Sofia                                                                         | Bulgaria                                                                      | 1 – 3                                                                         | Germania Ovest                                                                | Qual. Mondiali 1982                                                           | -                                                                             | 62’                                                                           |
| 1-1-1981                                                                      | Montevideo                                                                    | Argentina                                                                     | 2 – 1                                                                         | Germania Ovest                                                                | Amichevole                                                                    | -                                                                             |                                                                               |
| 7-1-1981                                                                      | Montevideo                                                                    | Brasile                                                                       | 4 – 1                                                                         | Germania Ovest                                                                | Amichevole                                                                    | -                                                                             |                                                                               |
| 1-4-1981                                                                      | Tirana                                                                        | Albania                                                                       | 0 – 2                                                                         | Germania Ovest                                                                | Qual. Mondiali 1982                                                           | -                                                                             |                                                                               |
| 29-4-1981                                                                     | Amburgo                                                                       | Germania Ovest                                                                | 2 – 0                                                                         | Austria                                                                       | Qual. Mondiali 1982                                                           | -                                                                             |                                                                               |
| 19-5-1981                                                                     | Stoccarda                                                                     | Germania Ovest                                                                | 1 – 2                                                                         | Brasile                                                                       | Amichevole                                                                    | -                                                                             |                                                                               |
| 24-5-1981                                                                     | Lahti                                                                         | Finlandia                                                                     | 0 – 4                                                                         | Germania Ovest                                                                | Qual. Mondiali 1982                                                           | -                                                                             | 76’                                                                           |
| 2-9-1981                                                                      | Chorzów                                                                       | Polonia                                                                       | 0 – 2                                                                         | Germania Ovest                                                                | Amichevole                                                                    | -                                                                             |                                                                               |
| 21-3-1982                                                                     | Rio de Janeiro                                                                | Brasile                                                                       | 1 – 0                                                                         | Germania Ovest                                                                | Amichevole                                                                    | -                                                                             | 81’                                                                           |
| 24-3-1982                                                                     | Buenos Aires                                                                  | Argentina                                                                     | 1 – 1                                                                         | Germania Ovest                                                                | Amichevole                                                                    | -                                                                             |                                                                               |
| 29-6-1982                                                                     | Madrid                                                                        | Germania Ovest                                                                | 0 – 0                                                                         | Inghilterra                                                                   | Mondiali 1982 - 2º turno                                                      | -                                                                             | 74’                                                                           |
| 11-7-1982                                                                     | Madrid                                                                        | Italia                                                                        | 3 – 1                                                                         | Germania Ovest                                                                | Mondiali 1982 - Finale                                                        | -                                                                             | 69’                                                                           |
| 22-9-1982                                                                     | Monaco di Baviera                                                             | Germania Ovest                                                                | 0 – 0                                                                         | Belgio                                                                        | Amichevole                                                                    | -                                                                             | 46’                                                                           |
| 30-3-1983                                                                     | Tirana                                                                        | Albania                                                                       | 1 – 2                                                                         | Germania Ovest                                                                | Qual. Euro 1984                                                               | -                                                                             |                                                                               |
| 23-4-1983                                                                     | Smirne                                                                        | Turchia                                                                       | 0 – 3                                                                         | Germania Ovest                                                                | Qual. Euro 1984                                                               | -                                                                             |                                                                               |
| 27-4-1983                                                                     | Vienna                                                                        | Austria                                                                       | 0 – 0                                                                         | Germania Ovest                                                                | Qual. Euro 1984                                                               | -                                                                             | 23’ 68’                                                                       |
| 7-6-1983                                                                      | Lussemburgo                                                                   | Jugoslavia                                                                    | 2 – 4                                                                         | Germania Ovest                                                                | Amichevole                                                                    | -                                                                             | 67’                                                                           |
| 7-9-1983                                                                      | Budapest                                                                      | Ungheria                                                                      | 1 – 1                                                                         | Germania Ovest                                                                | Amichevole                                                                    | -                                                                             | 65’                                                                           |
| Totale                                                                        |                                                                               | Presenze                                                                      | 42                                                                            |                                                                               | Reti                                                                          | 5                                                                             |                                                                               |

## Palmarès

### Club
- 2. Fußball-Bundesliga Süd

Stoccarda: 1976-1977
- Campionato austriaco: 2

Tirol Innsbruck: 1988-1989, 1989-1990
- Coppa d'Austria: 1

Tirol Innsbruck: 1988-1989

### Nazionale
- Campionato d'Europa: 1

Italia 1980

### Individuale
- Trofeo Bravo

1980
- All Star Team dell'Europeo

1980